# Cerapteryx friesica
Cerapteryx friesica är en fjärilsart som beskrevs av Felix Bryk 1936. Cerapteryx friesica ingår i släktet Cerapteryx och familjen nattflyn. Inga underarter finns listade i Catalogue of Life.